# ケンドール・ヴェロックス
ケンドール・ヴェロックス（英語: Kendall Velox、1971年8月18日 - ）は、セントビンセント・グレナディーンの元サッカー選手。元セントビンセント・グレナディーン代表。ポジションはMFまたはFW。

## クラブ歴
1997年9月に代表の仲間であるロドニー・ジャックがクラブの監督のケヴィン・ホッジズに彼を薦めた事によってイングランドのトーキー・ユナイテッドFCからトライアルのオファーを受けた。しかし、契約には結びつかず再びトリニダード・トバゴに戻ることとなった。カレドニアAIAとジョー・パブリックFCに在籍し、再びカレドニアAIAに戻った。2000年11月には、レバノンのネジメSCに加入した。

## 代表歴
セントビンセント・グレナディーン代表として1992年から2004年にかけてFIFAワールドカップ予選の34試合に出場、それらを含めて合計113試合に出場した。